# Homossexualidade na Grécia Antiga

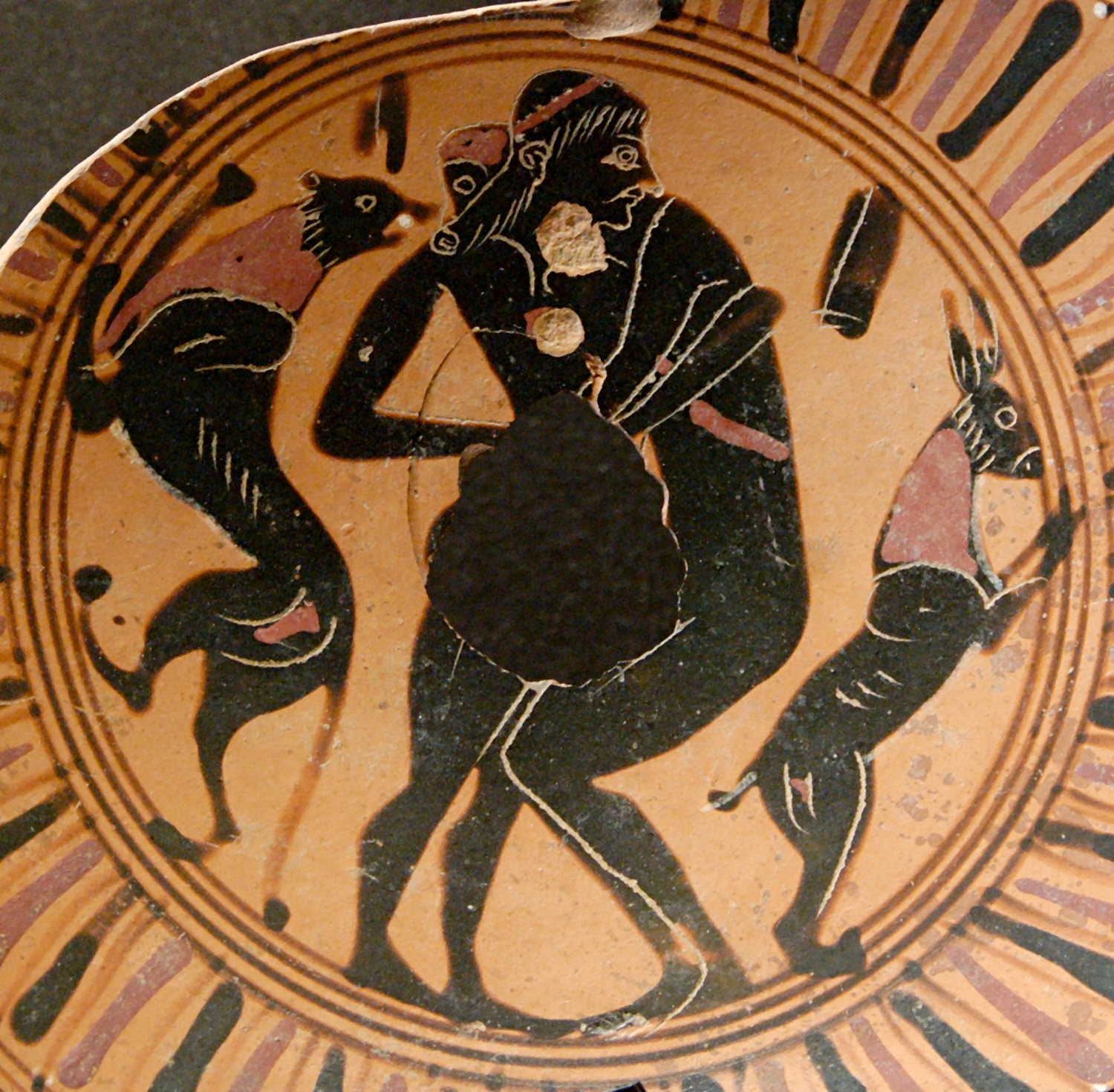
Jovem e adolescente praticando sexo intercrural; fragmento de taça ática de figuras negras, 550–525 a.C. (Louvre).

Na Antiguidade Clássica, escritores como Heródoto, Platão, Xenofonte, Ateneu e muitos outros exploraram aspectos da homossexualidade na sociedade grega antiga. A forma mais difundida e socialmente significativa de relações sexuais entre pessoas do mesmo sexo na Grécia antiga entre os círculos da elite era entre homens adultos e meninos púberes ou adolescentes, conhecida como pederastia (casamentos na Grécia Antiga entre homens e mulheres também eram estruturados por idade, com homens na casa dos trinta geralmente tomando esposas no início da adolescência). No entanto, a homossexualidade e suas práticas ainda eram amplamente difundidas a despeito do estigma, pois certas cidades-estados permitiam, enquanto outras eram ambíguas ou proibidas. Apesar de existirem relatos de relações sexuais entre homens adultos, é possível que pelo menos um membro de cada um desses relacionamentos desrespeitasse as convenções sociais ao assumir um papel sexual passivo de acordo com Kenneth Dover, embora isso tenha sido questionado por estudiosos recentes. Não está claro como tais relações entre parceiros do mesmo sexo eram consideradas na sociedade em geral, especialmente para as mulheres, mas existem exemplos desde a época da poetisa Safo.
Os antigos gregos não concebiam orientação sexual como um identificador social da mesma forma como as sociedades ocidentais modernas o fazem. A sociedade grega não distinguia desejo ou comportamento sexual pelo gênero dos participantes, mas sim pelo papel que cada participante desempenhava no ato sexual, o de penetrador ativo ou o de penetrado passivo. Dentro das tradições da pederastia grega, a polarização ativo/passivo correspondia aos papéis sociais dominantes e submissos: o papel ativo (penetrativo) estava associado à masculinidade, status social mais elevado e idade adulta, enquanto o papel passivo estava associado à feminilidade, status social inferior e juventude.
Ao contrário do senso popular, existe pouca evidência que sugere que a homossexualidade (especialmente como vista na Era Contemporânea) e práticas homossexuais fossem vistas como socialmente aceitáveis pelos povos antigos, especialmente pela sociedade grega. Segundo a opinião do classicista Kenneth Dover em seu trabalho Greek Homosexuality de 1978, dada a importância na sociedade grega de cultivar a masculinidade do homem adulto e o "efeito feminilizador" percebido de ser o parceiro passivo, as relações entre homens adultos de status social comparável eram consideradas altamente problemáticas e geralmente associadas ao estigma social. Esse estigma, no entanto, era reservado apenas ao parceiro passivo no relacionamento. De acordo com Dover e outros autores, os homens gregos que praticavam sexo anal passivo depois de atingirem a idade adulta - momento em que se esperava que assumissem o papel inverso em relacionamentos pederásticos e se tornassem o membro ativo e dominante - eram "feminilizados" ou "feitos uma mulher" de si mesmos. Dover refere-se a insultos usados nas peças de Aristófanes como prova, os homens "passivos" eram ridicularizados.

## Discussão historiográfica

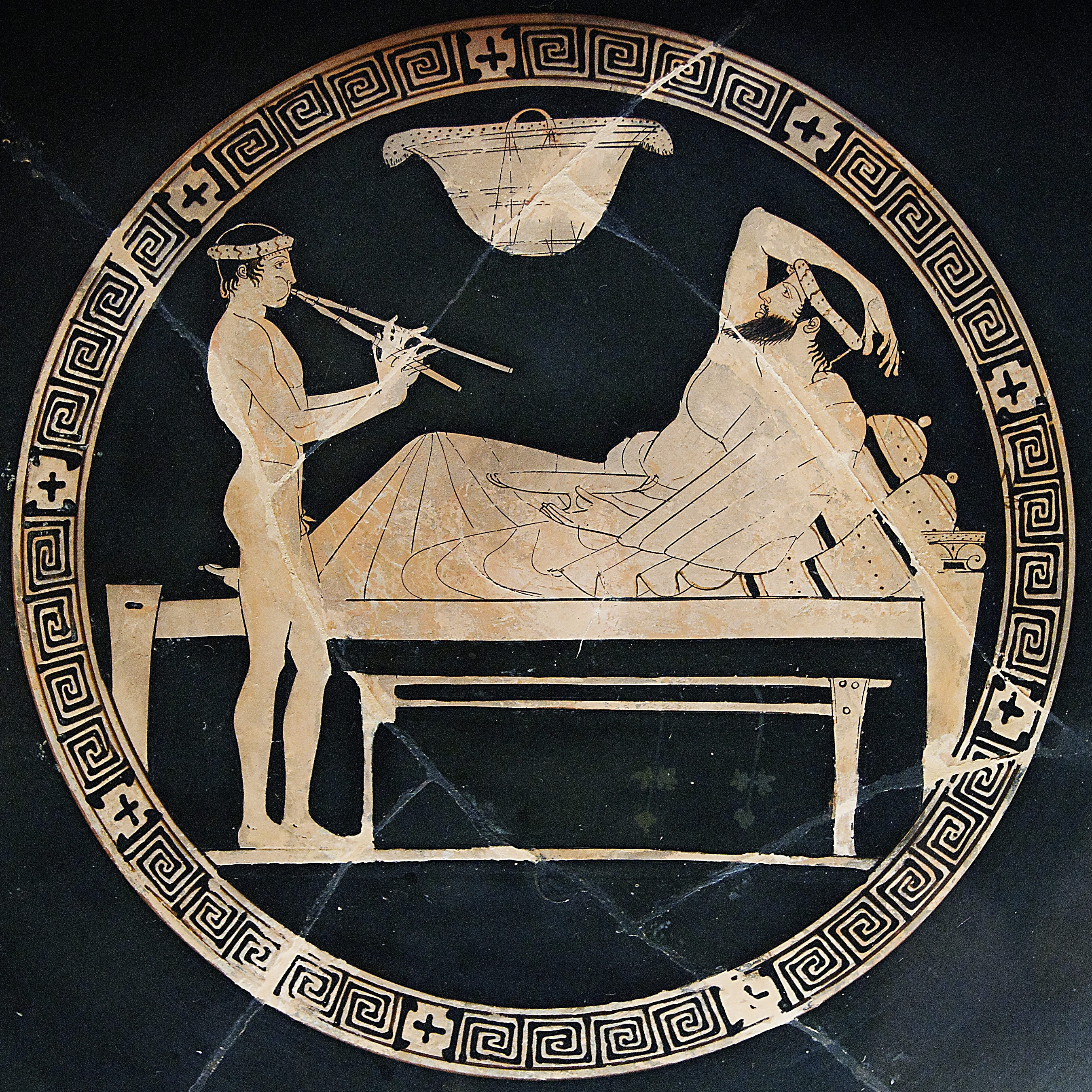
Um jovem nu toca o aulo para um banqueteiro: taça ática de figuras vermelhas do Pintor de Euaion, c. 460–450 a.C.

É importante ter cuidado em não utilizarmos termos e conceitos sexuais do tempo contemporâneo para caracterizar a pederastia e as relações na Grécia Antiga. De acordo com análises e estudos históricos, a pederastia aparece ou de uma maneira totalmente idealizada ou de forma caricaturada. Ao refletir sobre o termo homossexualidade, constata-se que ele tem sua origem por volta do século XX, logo, os antigos atenienses não se tratavam ou referiam-se a si como homossexuais, muito menos se sentiam à margem da sociedade, como se isso fosse algo anormal. Por isso é necessário cuidado ao utilizar tais termos para que não haja interpretações errôneas sobre essas relações. É equivocada a interpretação de que as sociedades e indivíduos atenienses no período clássico eram desprovidos de preconceitos e que, por isso, relações entre pessoas do mesmo sexo biológico eram aceitas e acolhidas. O contexto histórico e as formações culturais e individuais devem ser considerados ao se fazer qualquer análise, pois são divergentes do que se compreende nas sociedades ocidentais contemporâneas.
Há também um debate sobre a forma com que a homossexualidade surge na Grécia. Alguns sugerem que ela se deu pela ausência de mulheres nos espaços masculinos, outros que esta seria uma forma de integração e ritualização dos jovens ao mundo dos adultos. Há também afirmações essencialistas, que dizem que a homossexualidade e a heterossexualidade sempre fizeram parte da essência humana, e utilizam desse argumento para as discussões atuais sobre sexualidade.  A partir do final da década de 1960, o debate sobre uma visão construcionista ganha espaço, afirmando as sexualidades e suas experiências como construções culturais, onde cada sociedade vivencia e se estrutura de forma singular e específica; consequentemente, não são tidas de formas universais e essencialistas. A metodologia construcionista aborda o erotismo correlacionado com outros pontos e aspectos culturais e sociais do indivíduo ou sociedade, ou seja, esse campo passa a ser inteligível se analisado conjuntamente com todo o tecido social, e não tomado como uma prática individual e isolada. Visa, também, analisar o indivíduo através da ótica pós-moderna. Ou seja, o sujeito e sua personalidade passam a ser tidos como o conjunto, uma construção de várias identidades e não mais apenas uma única identidade fixa e essencialista, sendo que  ele se configura através de relações e concepções culturais e históricas.

## Controvérsias
Alguns autores modernos contestam as ideias de homossexualidade na Grécia antiga que tem se difundido nos dias atuais, afirmando que muito destas ideias são interpretações distorcidas sobre a antiguidade. Salientam que embora alguns textos escritos na Grécia antiga possam indicar uma certa aceitação da homossexualidade, outros textos do mesmo período indicam exatamente o contrario. Escritores gregos como Ateneu de Náucratis que viveu no seculo II d.C, por exemplo, embora dedique um capitulo de sua obra os Deipinosofistas a falar sobre amantes de meninos, também cita uns ditados populares contra a pederastia, como um ditado cunhado por uma hetaira famosa chamada Glicera, no qual ela alerta os pederastas que os meninos um dia iriam crescer e se tornar homens. Em outra parte da mesma obra, Ateneu afirma que a deusa Afrodite não gosta de pessoas que se dão a amores não naturais, se referindo aos filósofos que praticavam a pederastia. Em sua obra Diálogo das Cortesãs, o escritor grego Luciano de Samosarta, que viveu no século II, apresenta duas hetairas, tentando livrar um jovem chamado Clinias das garras de um filosofo pederasta que tenta convencer o jovem a abandonar o amor pelas mulheres e se unir a ele, as duas hetairas então decidem alertar o pai de Clinias sobre o perigo que ele sofria ao ser discípulo de um filosofo pederasta. Em sua obra As Leis Platão que viveu no século IV a.C, diz que a união entre um homem e uma mulher é algo natural, enquanto a união entre dois homens ou duas mulheres era contra a natureza.

## Pederastia e Paideia grega
Pederastia é um termo oriundo do grego “Paiderastia”, uma palavra que contempla duas expressões, paîs (criança) e erân (amar), sendo caracterizada na Grécia Antiga como um processo preparatório que visava a inserção do jovem na sociedade, sua preparação guerrilheira e sua concepção de cidadania, através da relação pedagógica entre homens. O ato da pederastia não era visto pelos gregos de forma uniforme e única, porém, estudiosos afirmam um consenso no sentimento pelo ensino, envolvendo ambas as partes do casal pederasta, por toda a Grécia Antiga.
As relações pederásticas eram realizadas pelo erasta - normalmente um homem com mais de 30 anos, denominado amante – e pelo eromeno – um jovem de idade entre 12 e 18 anos, denominado amado – e cabia ao eromeno aceitar ou não o convite do erasta. O ato era altamente aceito, pois visava refinar a educação dos futuros eupátridas. Além disso, o ato só poderia ser realizado por cidadãos e futuros cidadãos que compunham a alta classe, já que as camadas inferiores não eram convidadas a participar do processo.
Concomitante, nos preceitos da educação aristocrática, a Paideia grega correspondia aos métodos utilizados para a transmissão de valores morais por entre as gerações. O termo Paideia, no grego, possui dois significados: um correspondia ao processo educacional, o outro à educação em si. O conceito de Paideia não pode ser distinto do conceito de aretê, sendo que ambos possuem um sentido de nobreza, de formação e evolução por meio da educação. Os gregos consideravam a educação uma forma de trazer harmonia entre a mente, o corpo e o coração. Nesse âmbito, aponta-se que a educação teve origem com os poetas, já que estes haviam gerado o ideário grego, como nos poemas homéricos.
Os sofistas trazem uma nova forma de ensinar e, de acordo com Demócrito, a Paideia assume uma característica voltada para educação espiritual. Porém, no período helênico, a formação paidêutica volta a visar a formação de um homem completo, desenvolvendo sua moral e sua cultura através da tradição e do caráter. Em suma, a Paideia é um termo que visa o amadurecimento do cidadão através da tradição, transformando-o em mestre de si.

### Pederastia em Esparta
Os jovens espartanos eram treinados por guerreiros mais experientes que assumiram o trabalho hercúleo de preparar esse jovem para a guerra, portanto, a afinidade entre o aprendiz e seu tutor se estreitava e a afetividade estabelecida motivava os guerreiros nas batalhas. Sendo assim, a pederastia influenciava na formação de um exército uno, fortalecido, e servia como base para as formações e estratégias de guerra dos espartanos.
A colônia espartana de Tebas era exemplo disso, pois tinha uma tropa de guerra que era considerado quase imbatível, o Batalhão Sagrado de Tebas. Sua formação era caracterizada totalmente por duplas, que guerreavam bravamente durante as batalhas a fim de proteger seus parceiros, vencendo muitas batalhas e tornando-se uma tropa de elite espartana. Sendo assim, as relações pederastas não afetavam em nada a masculinidade dos soldados de Esparta. Pesquisadores modernos no entanto questionam como seriam realmente esta relação, pois escritores gregos antigos como Ateneu ao falar sobre os erros dos filósofos, afirma que essa citação sobre o batalhão tebano presente na obra O banquete, é algo muito estranho, e questiona a autenticidade dessas afirmações.

### Pederastia em Atenas
A pederastia foi uma das formas que os atenienses encontraram de formar rapazes, social e intelectualmente, através de uma relação íntima com um homem mais maduro. O objetivo desse tipo de relacionamento era preparar esses garotos para assumir seus devidos papéis como cidadãos assim que atingissem a fase adulta. Para que se alcançasse o objetivo da relação pederasta era de fundamental importância que houvesse uma diferença significativa de idade entre os dois, de modo que o mais velho, o erastes, assumisse o papel de ativo, transmitindo seu conhecimento e experiência ao mais novo, o eromeno que, por sua vez, permitiria que seu mestre pudesse desfrutar de sua juventude e beleza. O ato era uma forma de contraste dos ideais de beleza física e espiritual que deveriam ser a base para a formação de um cidadão-modelo de acordo com os moldes atenienses.

## Bissexualidade e erotismo grego
A bissexualidade é um conceito criado a partir de construções socio-histórico-culturais. Sob o prisma histórico, a palavra “bissexual” possuiu algumas definições e usos desde sua criação, sendo utilizada para se referir a pessoas que nasciam com atributos biológicos não definidos, a quem na atualidade damos o nome de intersexuais ou para enquadrar pessoas com combinações masculinas e femininas de um ponto de vista psicológico ao invés de anatômico - sendo essa definição popularizada quando utilizada por Freud em sua obra Três ensaios sobre a teoria da sexualidade. A definição mais utilizada atualmente refere-se a pessoas que sentem atrações românticas e/ou desejos sexuais por homens e mulheres.
Na Grécia Antiga, a prática da pederastia era algo comum, porém vale ressaltar que os gregos não enquadravam tal prática a nenhuma definição que se tem de bissexualidade. Do ponto de vista grego, os homens eram capazes de amar, simultânea ou alternadamente, um rapaz e uma moça, não reconhecendo tais sentimentos como duas espécies de “desejos” e sim como algo proveniente de um apetite natural do coração do homem, uma atração única por aqueles que são “belos”.
Além disso, a visão acerca do “erotismo” está diretamente ligada a essa concepção de “beleza”. Na sociedade contemporânea o que se entende por erótico engloba um conceito de vulgaridade, alto teor sexual, algo não totalmente explícito como na pornografia porém que, ao ver da sociedade, deve ser mantido apenas na intimidade. A atual concepção coloca erotismo e sentimento amoroso como duas coisas completamente distintas. Já na Grécia Antiga, o amor era, em sua essência, Eros: a força de uma divindade antropomórfica na qual se tece as relações sociais e eventuais papéis sexuais. Para Sócrates e Platão, por exemplo, Eros era associado à virtude e, portanto, era colocado como método de melhoria da pessoa humana, um meio natural para que ambos, amado e amante, pudessem se aperfeiçoar, como apresentado em sua obra O banquete.
O valor do “belo” é de extrema relevância, pois, para os gregos, ser belo é ser notado e desejado, sendo que tal conotação de beleza não estava ligada especificamente ao físico ou aos padrões que se tem atualmente. Eros, quando manifestado, impulsionava as pessoas a procurar o belo e, ao encontrá-lo, iniciar uma relação de amado e amante, seja por meio de casamento ou de pederastia.

### Prostituição
A maior parte das fontes relacionadas à prostituição masculina tratam sobre Atenas, especialmente sobre o julgamento de Timarco. Porém, primeiramente, é necessário entender os dois diferentes conceitos de prostituição para os gregos. Havia duas palavras para descrever um prostituto ou prostituta no grego antigo. A primeira, pornai, significava qualquer pessoa que trocava sexo por dinheiro num nível frequente, como, por exemplo, de três a quatro parceiros por semana. A segunda, hetaira, representava normalmente uma mulher que servia de concubina para o homem, raramente se relacionando com outras pessoas. Esse termo, porém, passou a ser usado, no período Clássico, para designar garotos que assumiam um papel semelhante.
Na Atenas Clássica havia uma série de fatos que impediam um cidadão de ser considerado digno de usar a palavra em público. Um deles era ter vendido o próprio corpo, alegando que, se a pessoa não hesitasse em permitir que abusem de si, venderá também, com a mesma facilidade, os interesses da própria pólis. Desta forma, qualquer cidadão que se prostituísse, tanto no papel de pórnos quanto de hetaîros, perdia todos os direitos cívicos e políticos e, no caso de Timarco, sua punição foi agravada por ter sido considerado um pórnos.
Essa punição dada ao prostituto se assemelha à atimia, que limita a honra de um cidadão, impedindo-o de exercer plenamente sua cidadania. No início (séculos IV e V) a atimia consistia, também, na possibilidade do atimos de sofrer qualquer tipo de agressão – incluindo, nesse aspecto, a morte – sem que o agressor fosse penalizado. Esse conceito, no entanto, foi alterado ao fim do século V e a atimia tornou-se, de certa forma, mais branda, afetando apenas os direitos cívicos e jurídicos do cidadão condenado.

## Mulheres e a homossexualidade
O modo como a sexualidade era vista nesse período difere da maneira como nós entendemos tal termo atualmente. Os gregos não possuíam os conceitos de heterossexualidade e homossexualidade, o que havia eram práticas sexuais. Entretanto, para ilustrar e facilitar o entendimento, os conceitos citados acima vão ser utilizados durante o texto.
As relações entre homens – pederastia – eram vistas pela sociedade ateniense como um aprendizado, porém, no que diz respeito às mulheres, as relações não eram tão bem vistas. A história da mulher como agente histórico sempre foi muito reprimida e negada, e na sociedade grega antiga isso não era diferente. A mulher não era vista como ser social e racional e a imagem do feminino sempre esteve ligada ao ser reprodutor, seja materno ou doméstico.
A sexualidade masculina era bastante respeitada, seja com outros homens ou com outras mulheres, enquanto que a relação sexual entre mulheres era vista como algo obsceno.

### Sexualidade feminina
A história das mulheres é repleta de silêncio e quando o tema abordado é a sexualidade feminina na Antiguidade Clássica esse silêncio se perpetua, seja pela falta de vestígios ou por ser um tema de interesse apenas recente. Sabemos que a casa era o espaço destinado às mulheres, enquanto o espaço público era destinado aos homens.
Alguns pesquisadores falam sobre a possibilidade de ter havido uma espécie de “pederastia feminina” mas pouco se sabe sobre o tema e existem muitas controvérsias. Não se pode afirmar com certeza como as relações entre mulheres se davam ou quanto tempo duravam.
Poucas são as figuras importantes conhecidas sobre a sexualidade feminina na antiguidade clássica. Entre elas há Filemis, de Leucádia, e as poetisas Erina e Nossis. Porém não temos informações concretas sobre elas. Além das citadas, temos como figura mais conhecida a poetisa Safo, a quem Platão se dirigiu como a décima musa.

### Safo deLesbos
"De uma erva de rara essência
o corpo (que aroma!) te ungi
e teus longos cabelos perfumei!
E terna a meu lado deitada
num leito macio, como tu em mim
não mitigavas tua sede e fome!"

Safo, Lírica [...], p. 87
Sabe-se pouco sobre Safo, muito do qual é mito ou alguma hipótese, e até sua existência é duvidada. De acordo com os escritos e fontes encontradas que se referem a ela, diz-se que foi uma mulher muito bonita, de família rica e aristocrática (a própria Safo fez parte da aristocracia feminina Lesboana), que possuía irmãos, esposo e uma filha de nome Cleís (ou Kleís).

"De ti, Attis, me enamorei um dia
no amor que passa
– e tão criança me eras,
tão pequena,
e tão sem graça!"

Safo, Lírica [...], p. 97
Safo foi uma grande representante da sexualidade feminina, e uma notória mulher da qual se tem fontes com relação à homossexualidade na Grécia. Essas fontes são seus poemas, cujas interpretações remetem a sentimentos eróticos e apaixonados dirigidos a homens e mulheres - entre as quais estão suas discípulas e amigas (Anagóra de Mileto, Gonghýla de Kólophon e Eyneíka de Salamina). Há uma hipótese de que Safo possuiu um internato denominado “Casa das Musas”.
O léxico bizantino do século X, Suda (ou Suidas), manuscrito compilado por eruditos, diz que a poetisa Safo teve três amigas (Átthis, Telessíppa, Megára), dentre as quais Átthis é citada em fragmentos de seus poemas de forma que consegue-se interpretar uma relação apaixonada vinda de Safo a ela. Há alguns trechos onde pode-se observar o fervor e a paixão em suas palavras, assim como a referência a Átthis em uma delas (citação da direita).
Infelizmente ainda há alguns equívocos em pesquisas realizadas sobre as obras de Safo, vindos especialmente da dificuldade com a tradução, já que o idioma original é o grego arcaico. Além disso, sua obra está extremamente  fragmentada, o que dificulta a certeza de afirmar se realmente foi uma mulher lésbica. Acredita-se que boa parte de sua obra foi destruída no século XI pelo papa Gregório VII na reforma gregoriana.
Sobre sua morte, o mito mais comum diz que Safo cometeu suicídio por amor, vindo das interpretações da narrativa de Ovídio. Mas também acredita-se que pode ser apenas um equívoco de interpretação perante alguma metáfora dramática de seus poemas.

## Obras

### O Banquete, de Platão
Em O Banquete, Platão narra uma conversa entre Apolodoro e um companheiro na qual Apolodoro descreve o banquete que ocorreu na casa de Agatão, poeta ateniense. O banquete promovido por Agatão teve participação de Fedro, Pausânias, Erixímaco, Agatão, Aristófanes e Sócrates, talvez também tivessem outras pessoas, no entanto não se tem mais certeza, já que Apolodoro ouviu essa história de Aristófanes e o mesmo pode ter não contado algumas partes.
Em dado momento durante o jantar Erixímaco propõe um simpósio para louvar Eros. Durante os seis discursos escritos são tratados outros assuntos que não a pederastia, no entanto o enfoque aqui será sobre esse tema. O primeiro a discorrer sobre é Fedro. Acerca da pederastia, Fedro diz que o Amor é o deus mais antigo e é um deus admirado pelos homens e pelos demais deuses. Ao decorrer de sua fala Fedro bendiz as "loucuras de amor" que os amantes podem cometer e diz que esses atos não podem ser condenados. O ponto mais importante da fala de Fedro acerca da pederastia seria o emprego da reciprocidade entre os envolvidos.
O segundo a discursar é Pausânias. Ele traz à tona os códigos morais que envolvem Erastas e Eromeno, usando de exemplo inclusive outros lugares fora de Atenas, onde o amor entre dois homens não é mal visto. Sua ideia central é de que não existe somente um tipo de amor, mas sim dois, e ambos provêm de Afrodite. São eles: a Afrodite Pandêmia, que, segundo ele, seria o amor comum a todos, e a Afrodite Urânia, que seria o amor entre dois homens, um amor de cunho intelectual e não físico.
Com o discurso de Pausânias podemos concluir que as relações pederásticas para os atenienses, mesmo que envolvessem certo nível de erotismo, não tinham como finalidade algo sexual, mas sim o desenvolvimento intelectual do jovem eromeno.
Logo discursa o médico Erixímaco. Ele diz que Eros influencia todos os seres do universo, como plantas, seres humanos e animais. Ele pouco aborda acerca da pederastia, trazendo homens e mulheres como reguladores de todas as ações vitais. 
A seguir Aristófanes desenvolve um dos mais belos e importantes diálogos do livro. Ele traz o conceito de que em algum momento existiram na terra homens, mulheres e andróginos, que eram seres que tinham duas metades, que podiam ser duas masculinas, duas femininas ou uma de cada sexo. Esses andróginos teriam se revoltado com os deuses, Zeus então os castiga condenando-os a vagar à procura de sua outra metade. A conclusão de Aristófanes é de que não é condenável a relação entre dois iguais e sim um sinal de virilidade e de muita coragem.
Assim como se conclui da fala de Pausânias, a fala de Aristófanes não emprega a necessidade ou tão pouco a ocorrência do ato sexual. É então evidente que no período clássico uma união amorosa, no mundo ateniense, não era obrigatoriamente sexual.
Estudiosos afirmam que o discurso de Aristófanes se diferencia dos demais, já que estabelece uma relação de igualdade entre o erasta e o eromeno, pois os dois faziam parte de um mesmo ser e agora tornam a se encontrar.
O discurso do anfitrião, Agatão, inicia com ele atribuindo algumas características a Eros, tais como beleza e juventude, que seriam características que erastas buscavam em eromenos. Agatão faz quase que um manual de o que ser e o que fazer para ser um bom eromeno. Ao contrário de Fedro, Agatão afirma que o Amor seria o mais jovem dos deuses, pois é aquele que busca a juventude.
Por último discursa Sócrates, que não usa de suas palavras para expor seu pensamento a respeito de Eros, e sim uma conversa que teve com Diotima de Mantinéia. Diotima não apresenta Eros como um deus, mas também não como mortal e sim como um intermediário dos dois, o que ela chama de daimon, o qual era filho tanto da Pobreza quanto do Recurso.
Autores afirmam que o discurso de Diotima tem a função de corrigir os discursos anteriores. Diotima, quanto à pederastia, traz a função educadora da relação entre erasta e eromeno.
Após todos os discursos, Alcibíades chega na casa de Agatão, completamente bêbado. Ele é convidado a fazer seu discurso de louvor a Eros, no entanto se recusa. Então Erixímaco propõe que ele louve Sócrates, o que seria um desafio, já que o mesmo publicamente afrontava Sócrates. Ao longo de sua fala, Alcibíades narra sua relação pederástica com Sócrates, o qual, seguindo os códigos morais pederásticos atenienses, não poderia ser mais perfeita, se dependesse apenas de Sócrates. Onde o erasta dá toda a instrução intelectual e o eromeno recebe toda essa educação sem ceder às tentações, o que não é o caso de Alcibíades. No decorrer do discurso fica claro a inversão de papéis que houve, onde o eromeno teria tomado iniciativa de cortejo para com seu erasta.

### Fedro, de Platão
Escrito provavelmente por volta do ano 370 A.E.C., Fedro (em grego: Φαῖδρος "Phaidros") descreve um diálogo entre o jovem Fedro e Sócrates no qual são abordados vários assuntos, principalmente amor e retórica, porém destacando a discussão sobre o amor na relação pederástica e suas influências tanto na educação quanto na formação civil e moral.
O diálogo se divide em duas partes, na qual a primeira é a leitura de Fedro para Sócrates do discurso que Lísias havia proclamado enquanto o jovem estava na casa de Epícrates e a segunda uma resposta de Sócrates ao mesmo discurso.
Em sua primeira parte, Sócrates, surpreso ao encontrar Fedro nos arredores da cidade, indaga de onde ele vinha e o que fazia. Fedro consente em conversar com Sócrates na condição de que ele o acompanhe em uma caminhada para fora de Atenas. O filósofo se mostra muito interessado em ouvi-lo, uma vez que descobre que o jovem vinha da casa de Epícrates, na qual ouvira e transcrevera um discurso que Lísias, que lá também estava, proclamou sobre o amor. Lísias, conta Fedro, discorre sobre a opção de um jovem manter relações com outro homem que este não esteja apaixonado, pois a paixão o corromperia e machucaria a ambos, tornando o homem com quem o jovem constrói um relacionamento imprudente e seus conselhos e ensinamentos imprecisos e tendenciosos, de certa forma desvirtuando o papel de construção de caráter da pederastia. Sócrates vê a fala de Lísias como muito inspirada e digna de nota, porém discorda de suas conclusões e faz críticas a sua retórica.
Eventualmente Fedro, após as considerações de Sócrates, pede a ele para fazer também um discurso sobre o amor onde o mesmo exporia e discorreria sobre suas ideias. O filósofo então se venda por vergonha de discursar na frente de Fedro, por quem tem grande estima e aparenta já ter tido relações mais íntimas, e discursa sobre a importância do amor, como a alma de um amante, mesmo ele já tendo idade avançada, sendo desprovido de riqueza e beleza. Através da relação com um belo jovem nada de melhor poderia lhe ocorrer e tal tipo de amante seria o mais desejável para um jovem, pois esse o moldaria o mais próximo possível dos deuses, que influenciaram suas almas. Também fala sobre retórica, porém foge ao tema aqui abordado.

### As Nuvens, de Aristófanes
Aristófanes foi um dos maiores comediógrafos da Grécia antiga. Ele viveu em uma época em que Atenas estava passando por uma grave crise política, além da participação na Guerra do Peloponeso. Esses fatos serviam como certa inspiração para Aristófanes, que representou em suas peças críticas às transformações que estavam acontecendo na pólis.
Dentre suas obras mais famosas, está a peça As Nuvens (Nephelai), encenada pela primeira vez no ano de 423 A.E.C. Nessa obra Aristófanes ridiculariza os rumos que a educação ateniense estava tomando e a pedagogia ensinada pelos sofistas, representada por ele com Sócrates, o filósofo mais famoso da época.
A peça conta a história de Estrepsíades e Fidípides, pai e filho que passam a ter uma difícil convivência após Fidípides começar a frequentar a escola de Sócrates a pedido do pai. Fidípides, aprendendo o modo de pensamento dos sofistas, usa a argumentação para tentar justificar e provar que é justo um filho bater no pai. Após esses acontecimentos, Estrepsíades, cheio de desprezo, ateia fogo à escola. O trecho em que pode ser interpretado como uma crítica ao modo educacional pederástico é o momento em que Estrepsíades vai à escola após seu filho recusar-se a usar a argumentação para persuadir os cobradores de dívidas, adquiridas pela sua paixão por cavalos. Chegando lá, ele encontra os estudantes com a cabeça virada para o chão e com os traseiros apontados para o céu, com um discípulo mais velho em pé. Nessa cena há um diálogo entre Estrepsíades e esse discípulo, onde ele questiona porque os estudantes estavam naquela posição.
Esse momento pode ter mais de uma interpretação. Uma delas pode ser a crítica de Aristófanes às relações eróticas que poderiam existir nas relações entre erastas e eromenos, a penetração anal, uma possível transgressão nas regras da pederastia, ou o comediógrafo simplesmente quis ressaltar a sua aversão à filosofia da época.
Essa crítica de Aristófanes é discutida até os dias de hoje entre os historiadores. Alguns acreditam que Aristófanes mostrou aversão ao relacionamento pederástico, mas, como analisado por historiadores, a obra em si não crítica ou condena essas relações, sendo que ele apenas fez sua crítica aos novos moldes educacionais que sofreram mudanças após a Guerra do Peloponeso. Como a pederastia já era antes disso um modo educacional de Atenas, Aristófanes provavelmente havia passado por isso.

### Cáriton, de Afrodisias
Cáriton de Afrodisias foi um escritor da Grécia Antiga e acredita-se que ele viveu no final do século I ou início do II, sendo um dos mais antigos escritores gregos. Ele é autor da obra Quéreas y Calírroe. O que deve ser observado nessa obra é a relação entre os personagens Quéreas e Policarmo, que pode ser interpretada como um sentimento mútuo entre os personagens que vai além da amizade. Isso pode ser concluído em diversas partes do texto, além do fato de Policarmo ser extremamente leal e fiel ao amigo.
Logo de início é mostrada a lamentação da personagem Calírroe, apaixonada por Quéreas, quando ele a deixa sozinha para ficar em companhia de seu companheiro de Academia, Policarmo. Nessa passagem, Calírroe diz que “eu o queria (Quéreas) e também todos os jovens o queriam”, um trecho bastante intrigante que põe à prova a presença da pederastia na obra. Levando em consideração a época em que se passa a história, no Período Clássico, sabemos que naquela época a pederastia era algo comum e um rito de transição para os jovens, além de ser comumente mostrada a apreciação ao corpo jovem masculino nas antigas obras gregas, e ao citar a “Academia”, Cáriton refere-se ao local onde a juventude grega passou por essa transição, ou seja, Quéreas e Policarmo passaram por esse momento, algo que até mesmo Calírroe sabia.
Calírroe não só sabia que Quéreas havia crescido nesses lugares mas também acredita que eles (os outros jovens) eram seus amantes. Isso é revelado durante uma discussão com o Quéreas, depois de casados, quando ele a acusa de estar ausente nos afazeres, e ela responde que ele “aflige seus amantes”. Além disso, sabemos que Quéreas continuava a frequentar as Academias depois de casado.
Assim como em outras obras da época, a pederastia não é um assunto tratado abertamente, raramente aparecendo de forma explícita, sendo ela dada como mensagens através de diálogos entre dois personagens, uma conotação relacionada à cena em que se passa, entre outras formas. O assunto é deixado para o entendimento do leitor.

### Ilíada, de Homero

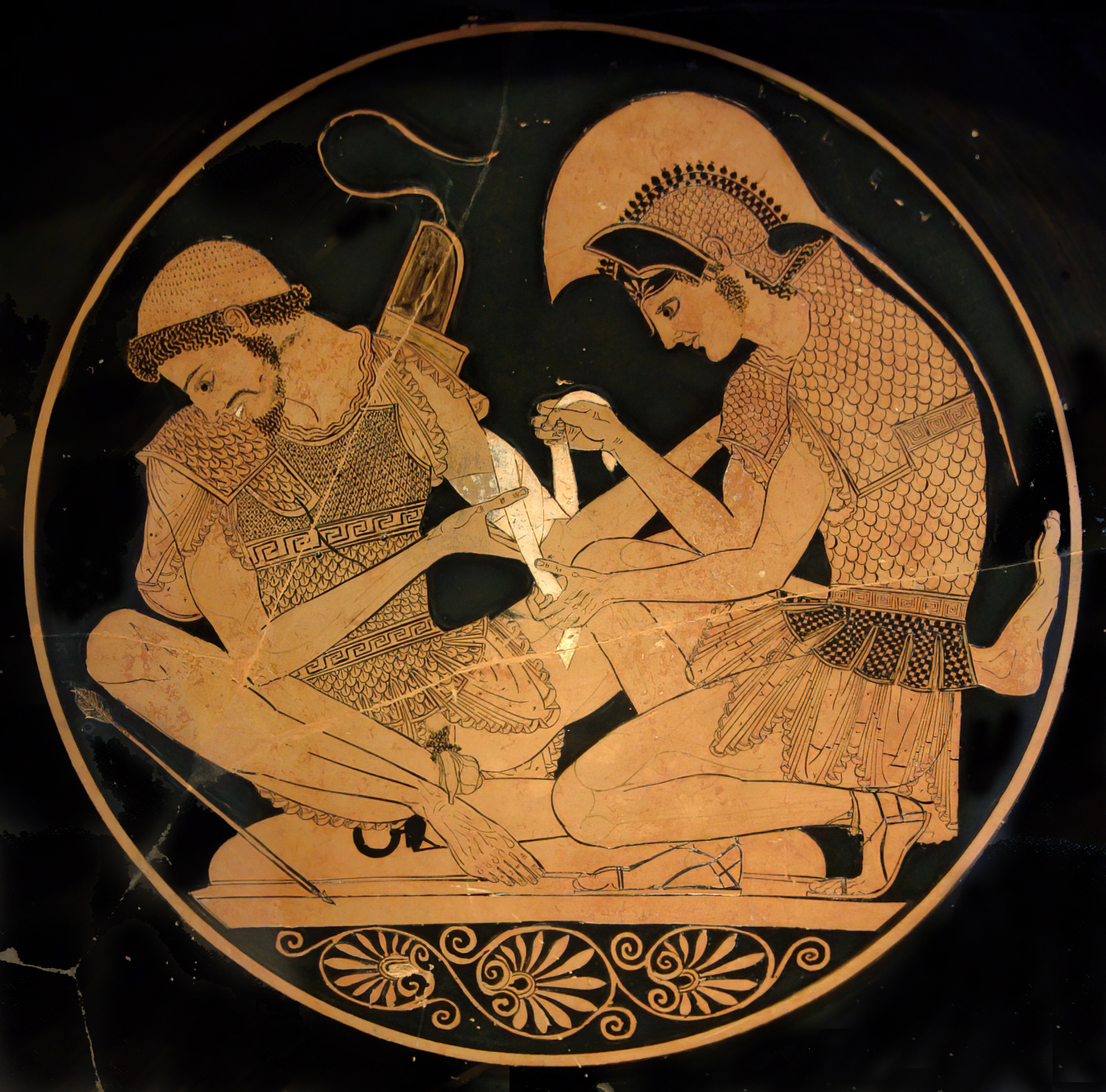
Aquiles ata ferimento em braço de Pátroclo, Antikensammlung, Altes Museum, 500 BC from Vulci.

A obra escrita por Homero retrata o sequestro de Helena, esposa de Menelau, realizado por Páris, filho de Príamo, o rei de Troia, fazendo com os gregos declarassem guerra e cercassem a cidade, tomando-a e destruindo-a após uma década. O livro se passa no nono ano deste cerco, quando Agamemnon, chefe do exército, ofendeu a Aquiles, que absteve-se da guerra, permitindo a Pátroclo que use suas armas e guiasse as tropas contra Troia. Todavia, Pátroclo foi morto por Heitor e Aquiles jurou vingar a morte do amigo.

#### Aquiles e Pátroclo
A primeira aparição registrada de um vínculo emocional profundo entre homens adultos na cultura grega antiga foi na Ilíada (800 aC). Homero não retrata a relação entre Aquiles e Pátroclo como sexual. Os antigos atenienses enfatizaram a suposta diferença de idade entre os dois retratando Pátroclo com barba em pinturas e cerâmicas, enquanto Aquiles está barbeado, embora Aquiles fosse uma figura quase divina na sociedade grega. Isso levou a um desacordo sobre o que perceber como erastes e quais eromenos entre elites como Aeschylus e Pausânias, já que a tradição homérica tornava Pátroclo mais velho, mas Aquiles mais forte. Observou-se, no entanto, que as representações de personagens em cerâmica não representam a realidade e podem atender aos padrões de beleza da antiga Atenas. Outros antigos, como Xenofonte sustentavam que Aquiles e Pátroclo eram simplesmente amigos íntimos.
Aeschylus na tragédia grega Mirmidões fez de Aquiles o erastes desde que ele vingou a morte de seu amante, embora os deuses lhe dissessem que isso custaria sua própria vida. No entanto, o personagem de Fedro na obra Symposium de Platão afirma que Homero enfatizou a beleza de Aquiles, o que o qualificaria, e não Pátroclo, como eromenos.

## Pinturas em vasos
Por muito tempo a análise das cenas pintadas foi dada apenas pela descrição do que havia sido pintado e seus autores. Já no livro Lacité des images, lançado em 1984 pelos centros de pesquisa Institut d'archéologie et.d'histoire ancienne de Lausanne e Centre de recherches comparées sur les sociétés anciennes de Paris, as imagens são a "codificação do real segundo as modalidades que lhe são próprias".
No período arcaico os erastas e eromenos são, por exemplo, retratados em um tipo de caça, sendo o amante o cão e o amado a lebre. Já nas imagens do século V essa lebre aparece mansa, sem muita agressividade. Essas cenas pintadas nos vasos podem ser lidas como a visualização da oralidade e escritos, ou como uma ilustração do real. A leitura das obras se dá pela relação dos símbolos que estas possuem, numa espécie de combinação de elementos em uma homoerotização às vezes idealista ou realista.

Um símbolo que representa casos diferentes nas pinturas é a lira. Os jovens pintados com liras nas mãos representam pessoas de boa condição social e que, indo para a escola, têm condições para sua formação educativa. A lira é interpretada também como um presente dado do pederasta para seu amado. Ela pintada em uma sala de aula também descreve que o ensino era por meio da música.

Alguns exemplos de vasos com pinturas que remetem a pederastia
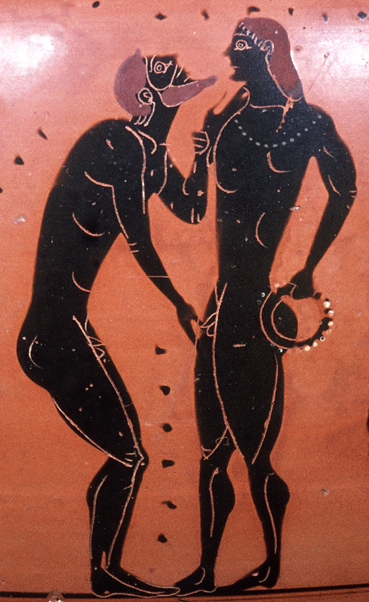
Um homem corteja um jovem, que segura uma guirlanda.
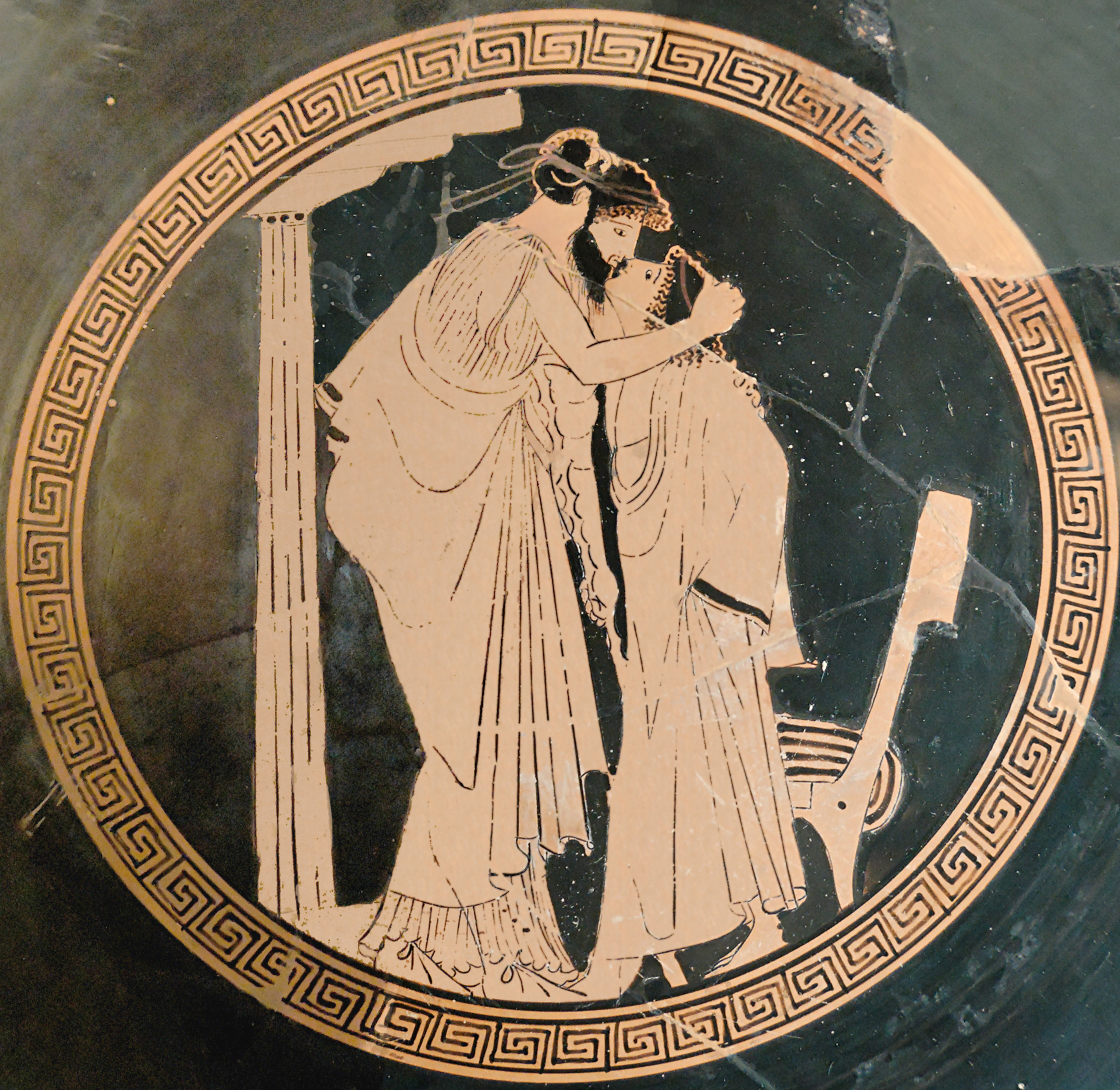
Beijo entre erastes e eromenos.

## Epigramas homoeróticos
Os epigramas, no seu contexto mais conhecido, eram poemas gregos versados de cunho erótico que traziam em sua temática relações como amor, sexo, sedução, domínio e submissão, desejo, mitos e vários dos outros aspectos das relações humanas, sociais e teológicas.
Com a popularização do epigrama no século IV A.C.￼￼, veio junto a tendência dos autores de compilar seus textos, principalmente para facilitar a transmissão e popularização das obras. A antologia palatina é como a antologia grega é conhecida mais comumente, sendo uma série de dezesseis livros compilando autores gregos dos Períodos Helenísticos e também entre os séculos III A.E.C. a II E.C. O livro XII dessa antologia se trata de um documento com 288 obras poéticas homoeróticas compiladas. Possui algumas obras de temática heterossexual, inseridas por erro de um copista no momento de divisão das antologias por critérios como sexualidade, em que o livro V era composto por poemas heterossexuais e o livro XII por obras homossexuais.
São poucas as obras que retratam a relação de duas mulheres dentro da tradição dos epigramas homoeróticos, reflexo de uma possível falta de interesse ou uma má repercussão dentro da sociedade grega envolvendo o tema em específico. A relação entre dois homens é a forma mais comum representada nos epigramas homoeróticos. Majoritariamente elas retratam uma relação pederástica. O motivo do grande número de obras contidas na antologia palatina serem de temática pederástica se dá pelo visão da sociedade grega de perversão dos homens que exercessem a posição passiva no sexo. Dentro das obras polêmicas de Estratão se destaca o (e.g.n.º238), que traz a relação de passividade exercida pelos dois parceiros, com objetivo do mútuo prazer.
A pederastia presente nos epigramas vem com um teor erótico e pornográfico bem maior dos que como as relações pederásticas tradicionais são conhecidas. Os poemas tratam muitas vezes de uma relação carnal e vulgar, descrevendo algumas obras práticas, como sexo anal, oral, poligamia, masturbação e muitos detalhes na descrição dos corpos. O jogo de poder sobre a passividade da relação pederástica é também refletido nos epigramas nas situações onde o eromenos é um servo. Assim como os atos sexuais são referenciados constantemente, as características dos jovens e crianças ocupam diversas páginas das antologias epigramáticas, destacando partes do corpo como a pele sem marcas da idade, sua tonalidade ou os olhos, por exemplo. Essas qualidades celebradas pelos autores, são passageiras e demasiadamente rápidas. Quando perdidas, viram os principais defeitos para a maioria dos homens. A presença de pelos é um desses problemas relatados pelos epigramas, maior do que o sofrimento desse amadurecimento inevitável do corpo do jovem, muitas vezes é a impossibilidade da relação que sempre está mais próxima.
O amor e desejo carnal dos epigramas, vem muito derivado da ideia e do simbolismo do deus Eros, uma figura teológica que engana e domina a mente humana com o desejo e a luxúria que sua flechas dão. Eros e Afrodite são muito referenciados e também participam de diversas obras, aparecendo hora recebendo súplicas, pedidos e também repúdios, tanto pelas diversas dores e sofrimentos de amar, sintomas esses de uma doença devastadora, causada pelo excesso de sexo e por eles, quanto por serem representantes do amor e da sexualidade.
Afrodite é muito representada nas obras de maneira direta e indireta e de várias formas, com simbolismos ligados a água, que significa tanto a vida, a mulher, a feminilidade e a maternidade quanto a inundação, o descontrole e a chuva, e também as rosas, com um significado das mulheres, da beleza, da sedução e da renovação. A flor como símbolo de mudança também é apresentado no contexto da pederastia, diversas vezes representado pela sua curta duração, que assim como o jovem eromenos, perde a beleza e murcha rapidamente, pelo efeito do tempo.
Se Afrodite representa coisas belas e plenas em sua maioria, Eros por sua vez traz o descontrole, um sentimento arrasador e os impulsos, vindos por meio das referências ao fogo, de uma paixão e do seu arder, o fogo nos olhos do parceiro e o calor do contato dos corpos. Esse fogo das flechas do deus, representantes também da caça, que aparecem nas peças pregadas por Eros, nos erastes a procura de um jovem e nos eromenos que se deixam caçar em troca de dinheiro. Novamente a questão de poder contida na pederastia é representada nos epigramas por meio dessa falta de fuga, da impotência e do desejo incontrolável de caçar.
Durante a compilação e tradução das obras epigramáticas que agora compõem a antologia palatina, houve autores que buscando censurar e inserir questões morais que não eram contemporâneas as obras, por meio de mudanças de termos, gênero gramaticais e palavras essenciais, e também da forma que os epigramas foram divididos, assim comprometendo pontos importantes dos poemas, como a métrica, as referências e o sentido. Máximo Planudes foi o copista que no século XIV alterou alguns textos durante a tradução e, assim como ele, Constantino Céfalas, na sua separação dos epigramas por temas e gêneros do amante cortejado, tiraram os epigramas de seu contexto original, separando as obras heterossexuais das homossexuais, separou também o desejo e a visão de erotismo dos gregos. Outra coisa que evidencia a diferença da visão de erotismo e desejo entre os gregos e os que copiaram partes da antologia Palatina, é o fato de diversos artistas aparecerem tanto no livro V quanto no livro XII e também que muitas das metáforas usadas, serviriam para representar os dois gêneros, mostrando que, assim como a produção e a representação dos desejos nos epigramas, não são dependentes de gênero, o próprio desejo como era visto pelos gregos, também não dependia.

## Ésquines contra Timarco
Dos poucos vestígios sobre a homossexualidade na Atenas Clássica que chegaram até nós, o mais peculiar deles é o discurso de acusação de Ésquines Contra Timarco. Este é um dos únicos escritos que apresentam leis referentes às relações homoafetivas na cidade de Atenas, assim como, qual deveria ser a conduta de um cidadão ateniense ao demonstrar sua homoafetividade em público.
O Contra Timarco nada mais é que um discurso de acusação, escrito por Ésquines. Após fazer um acordo diplomático com os macedônios, Ésquines passou a temer um possível processo por má conduta no gabinete do embaixador depois de ter uma espécie de conflito ideológico com Demóstenes. E, para evitar esse possível processo, ele resolveu iniciar uma acusação contra Demóstenes. Porém, pelo fato de Demóstenes ser jovem e bem visto socialmente, não haveria nada com que acusá-lo. Então Ésquines resolveu abrir um processo contra Timarco que, junto de Demóstenes, pretendia dar frente à acusação sobre Ésquines.
Sendo assim, Ésquines levanta contra Timarco uma acusação, expondo uma série de escândalos de teor homoerótico cometidos por ele no passado, usando como argumento várias leis que proibiam àqueles que já tivessem se prostituído de assumir qualquer cargo ou falar em público:

“Se um ateniense trabalhar como acompanhante, que ele não possa se candidatar a ser um dos nove arcontes, nem ocupar cargo de sacerdote, nem atuar como promotor público, nem assumir cargo algum - quer interno ou no estrangeiro, quer por sorteio ou votação. Que ele não seja enviado como arauto, nem expresse sua opinião, nem frequente as cerimônias públicas da assembleia, nem compareça coroado nas celebrações com coroações coletivas, nem entre na parte purificada da ágora. Se alguém praticar um desses atos, tendo sido condenado por atuar como acompanhante, que seja punido com a morte.”

Assim ele reforçou seus argumentos utilizando várias leis que falavam acerca da homossexualidade, como as que visavam evitar o estupro de meninos, as que proibiam sua prostituição ou o envolvimento passivo com escravos. Ésquines também usou como argumento exemplos daqueles considerados modelos de boa conduta pela sociedade ateniense, tais como: Aquiles e Pátroclo, Polemaguides e Pantaleonte, Críton, Timessíteo, entre outros, mostrando assim toda a estruturação social e política ateniense que por fim se refletia na sua eroticidade.